# Disa Gísladóttir
Disa Gísladóttir (właśc. Þórdís Lilja Gísladóttir, ur. 5 marca 1961 w Reykjavíku) – islandzka lekkoatletka specjalizująca się w skoku wzwyż.

## Kariera
Na początku kariery reprezentowała klub HSK, a następnie była zawodniczką ÍR Reykjavík. Jest wielokrotną uczestniczką mistrzostw kraju w biegach na 100, 200, 400 i 800 m, a także w skoku wzwyż, skoku w dal, pchnięciu kulą, rzucie oszczepem i pięcioboju, które często wygrywała.
W 1976 po raz pierwszy wzięła udział w igrzyskach olimpijskich, na których wystartowała w skoku wzwyż, jednakże nie zaliczyła ani jednej próby w kwalifikacjach, w wyniku czego nie została sklasyfikowana. Była najmłodszym reprezentantem Islandii na tych igrzyskach. Jest też najmłodszym islandzkim lekkoatletą w historii igrzysk.
W 1983 wygrała otwarte mistrzostwa USA.
W 1984 była jednym z 22 reprezentantów Uniwersytetu Alabama na igrzyskach olimpijskich, a także pierwszą kobietą z tej uczelni, która kiedykolwiek wzięła udział w igrzyskach. W tych zawodach, podobnie jak osiem lat wcześniej, wystąpiła jedynie w skoku wzwyż. Odpadła w kwalifikacjach zajmując 24. miejsce z wynikiem 1,80.
Jej rekord życiowy w skoku w dal wynosi 5,67 m. Gísladóttir ustanowiła go w 1979.